# Granada de 22 mm

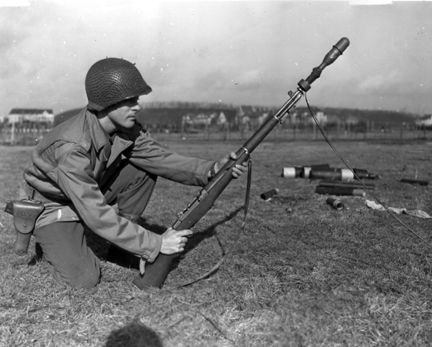
Lanzagranadas M7 con granada de 22 mm, instalado en la boca del cañón de un M1 Garand.

La granada de 22 mm es una granada de fusil que se inserta en un lanzagranadas de espiga, el cual puede ser la bocacha apagallamas del fusil o un adaptador desmontable.

## Descripción
Como la mayoría de granadas de fusil, es lanzada mediante el disparo de un cartucho de fogueo. La granada de 22 mm tiene múltiples variantes, desde poderosas granadas antitanque hasta sencillos tubos con aletas que montan una granada de fragmentación en su extremo. Los "22 mm" de su nombre se refieren al diámetro de su cola tubular que se inserta sobre la espiga del lanzador, no al diámetro de su ojiva, que es más ancho.
Este tipo de medición se distingue de la empleada para las municiones de lanzagranadas, tales como la granada de 40 mm estadounidense, que es medida en su punto más ancho al ser lanzada desde cañones. Por lo tanto, una granada de fusil de 22 mm puede ser tan potente como una granada de 40 mm, a pesar de su aparente menor tamaño. La granada de 22 mm es lanzada según el principio de espiga, como un mortero de espiga; un tubo con un diámetro ligeramente inferior a 22 mm es acoplado a la boca del cañón del fusil para servir como la espiga, dejando pasar las balas al disparar. La granada consiste en una pesada ojiva de 30-50 mm de diámetro, unida a una ligera cola tubular. El diámetro interno de la cola es de 22 mm y se encaja en el tubo de la boca del cañón del fusil con poco movimiento, para crear un buen sello de gases e incrementar su precisión. Usualmente hay una serie de anillos fresados alrededor del perímetro del tubo, que funcionan como tabiques para detener cualquier fuga de gas con alta presión creado al disparar hasta que la granada abandone su lanzador, y a veces una arandela metálica para crear un sello final y fijar la granada en su lugar hasta que la presión se haya elevado lo suficiente para lanzarla.

## Empleo

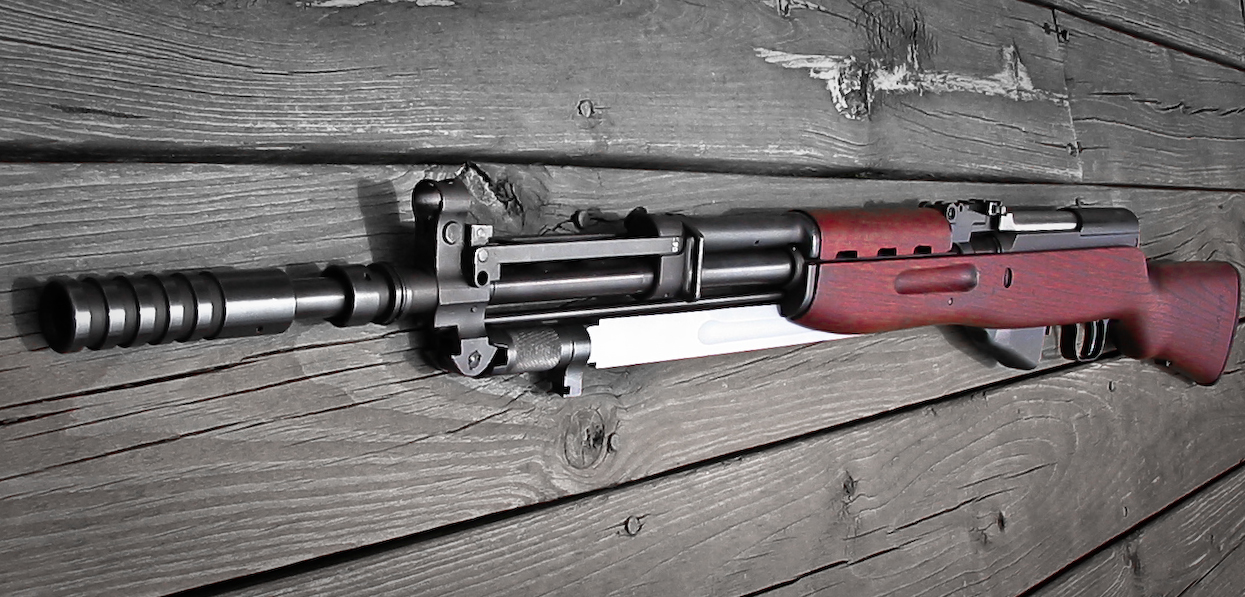
Acercamiento de la bocacha lanzagranadas de 22 mm de una M59/66 (SKS) yugoslava.

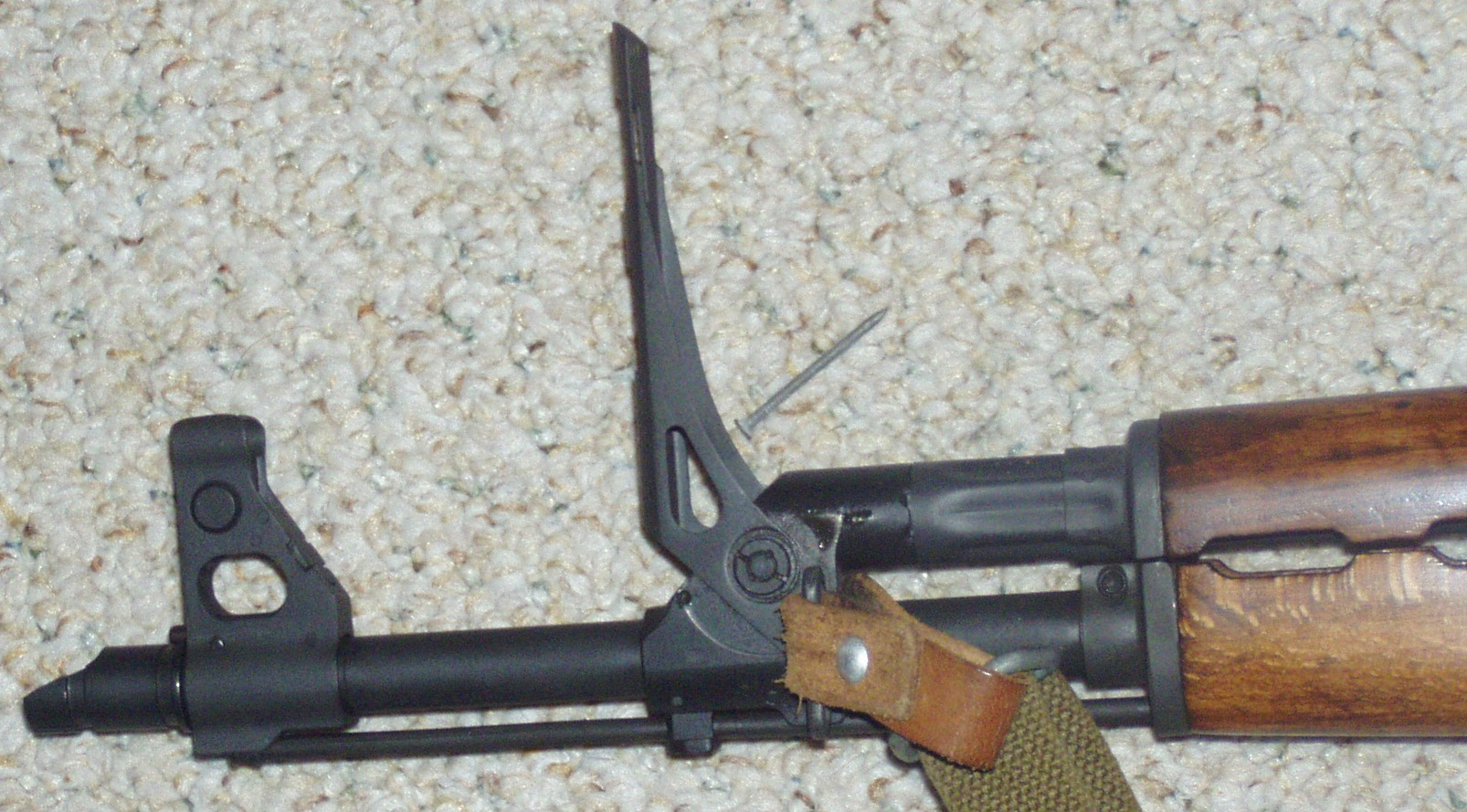
El alza lanzagranadas desplegada de un Zastava M70.

Para lanzar la granada, primero se debe cargar el fusil con un cartucho de fogueo especial. Los fusiles con recarga accionada por gas tienen usualmente un dispositivo para desactivar el pistón de gases, ya sea para eliminar la posibilidad de cargar un cartucho estándar y para evitar la fuga de gases, lo cual podría afectar la precisión y el alcance de la granada. La cola de la granada se inserta en el lanzador, encajándose de tal forma que la marca de puntería queda hacia arriba. El fusil es alineado con el blanco, su culata se apoya contra el suelo (véase la fotografía de arriba) y es sujetado en el ángulo adecuado para asegurar la trayectoria balística correcta, una habilidad que debe aprenderse en el entrenamiento. Esto puede hacerse a simple vista, como en la fotografía, pero algunas carabinas y fusiles, como la M59/66 y el Zastava M70 yugoslavos, tienen alzas "de escalera" plegables que permiten apuntar con precisión los lanzamientos, al ofrecer una serie graduada de "peldaños" que corresponden a diversos alcances. El fusil es alineado con el blanco y el tirador observa a través del alza "de escalera", ajustando el ángulo hasta que la marca de puntería del morro de la granada encaje en el alcance adecuado del alza. Entonces se aprieta el gatillo y los gases del disparo con alta velocidad recorren el ánima del cañón, donde pierden velocidad por la granada insertada en el lanzador; entonces los gases con alta velocidad y baja presión se transforman rápidamente en gases con baja velocidad y alta presión, expulsando la granada del lanzador a una velocidad relativamente alta en un arco balístico en dirección al blanco. Es difícil y no es seguro lanzar una granada de fusil directamente al blanco, por lo que siempre debe lanzarse en un arco balístico; cuanto más próximo se encuentre el blanco, más alto debe ser el ángulo en el cual se sujeta el fusil, como si fuese un mortero.

## Adopción
Los primeros fusiles que emplearon la granada de 22 mm fueron el Springfield M1903, el M1 Garand y la carabina M1, todos ellos precisando un lanzagranadas (el M1, el M7 y el M8 respectivamente). Después de la creación de la OTAN, la granada de 22 mm fue adoptada como su granada de fusil estándar.[cita requerida] Los franceses han producido granadas de 22 mm con trampa de bala para lanzarse con cartucho 7,62 x 51 OTAN desde 1956. Muchos fusiles de países miembros de la OTAN, como el Heckler & Koch G3 alemán, los MAS-36/51, MAS-49/56 y FAMAS franceses, el SA80 británico y los M16/M4 estadounidenses, pueden lanzar granadas de 22 mm desde sus bocachas apagallamas sin necesidad de un adaptador. El roscado de 22 mm de diámetro para estos fusiles también ha sido mencionado como "tamaño accesorio de boca STANAG" para bocachas apagallamas y otros accesorios por vendedores de armas civiles.
España y Yugoslavia, que en aquel momento no eran miembros de la OTAN, adoptaron fusiles de producción propia como el CETME, la carabina PAP M59/62 y el Zastava M70 que también podían lanzar granadas de fusil de 22 mm. En consecuencia, sus Fuerzas Armadas emplearían granadas de fusil Instalaza y M60 respectivamente. Israel y Noruega emplearon un lanzagranadas de 22 mm Mecar de fabricación belga en el Mauser Kar 98k. Mecar también produjo las granadas de fusil ENERGA empleadas con este lanzagranadas. El fusil austriaco Steyr AUG también puede lanzar granadas de fusil desde su bocacha apagallamas.     